# Вольное (Туапсинский район)
Вольное — село в Туапсинском районе Краснодарского края.
Входит в состав Шепсинского сельского поселения.

## География
Расположено в 5 км к югу от города Туапсе (вдоль железной дороги (Туапсе—Сочи) в ущелье, именуемом Пятая Щель или Пятая Сочинская Щель. Так же в селе имеется микрорайон — Лесной.

## История
Первоначально село входило в состав Шепсинского сельского Совета Туапсинского района.
В отчёте Вельяминовского сельского Совета за 1925—1926 годы значилось как селение Вольное.
Ныне входит в состав Шепсинского сельского поселения Туапсинского района.

## Население
| 1999 | 2002 | 2010 |
| ---- | ---- | ---- |
| 199  | ↘178 | ↗202 |

## Улицы
- пер. Приморский,
- ул. Горная,
- ул. Лесная.